# Csikász-Nagy Attila
Csikász-Nagy Attila (Budapest, 1974. június 20. –) magyar rendszerbiológus és bioinformatikus, a Magyar Tudományos Akadémia doktora, Pázmány Péter Katolikus Egyetem Információs Technológiai és Bionikai Kar egyetemi tanára és jelenlegi kutatási és innovációs dékánhelyettese. A molekuláris és sejtszintű hálózatok dinamikai viselkedésének matematikai, számításos és kísérletes vizsgálata terén elért eredményeinek és azok alkalmazásának elismeréseként 2023-ban a Magyar Érdemrend Tisztikeresztjét vehette át.

## Életpályája
1998-ban a Budapesti Műszaki Egyetemen szerzett biomérnök diplomát, ezután 2000-ben szintén itt szerzett tudományos fokozatot matematikai modellek és a sejtciklus regulációjának tanulmányozásával.
2004-ben az Amerikai Egyesült Államok-ban dolgozott a Virginia Tech egyetemen (Blackburg) John J. Tyson laborjában, majd 2004-2007 között Budapesti Műszaki Egyetemen kezdett el tanítani.  
2012 és 2017 között Olaszországban dolgozott, öt évig volt csoportvezető Microsoft Research – University of Trento Centre for Computational and Systems Biology intézetében, és három évig (2012-2015) a Fondazione Edmund Mach-ban. Ekkor kezdett dolgozni a számítógépes és biológiai hálózatok hasonlóságán Luca Cardelli-vel.
2012 és 2024 között a King’s College London-ban volt egyetemi tanár, ahol számításos rendszerbiológiával foglalkozott és oktatott.
2015 óta a Péter Katolikus Egyetem Információs Technológiai és Bionikai Kar egyetemi docense, majd egyetemi tanára, itt saját kutatócsoportot vezet. 2019-ben kutatási és innovációs dékánhelyettessé nevezték ki.
2019-ben néhány munkatársával megalapította a Cytocast nevű startupot, melynek jelenleg is a CEO-ja és egyik kutatási vezetője. A cég egy olyan sejtszimulátort fejleszt, mely különböző gyógyszerek mellékhatásainak szimulációjával foglalkozik.

## Tudományos munkássága
Tudományos kutatásai során különböző biológiai rendszerek matematikai modellezésével foglalkozik, a biokémiai reakciókinetika módszereit felhasználva. Számos publikációjában foglalkozott különböző fehérjekomplexek elméleti predikciójával.
A 2020-as Covid19-pandémia idején ágens-alapú városszimulátort fejlesztett Pongor Sándor biokémikussal, mely során Szeged város adatainak felhasználásával modellezte, hogyan terjedhet a SARS-CoV-2 okozta fertőzés egy városban az emberek között.

#### Szervezeti tagságai
- Közgyűlés (szavazati jogú tag)
- Bioinformatikai Osztályközi Tudományos Bizottság (elnökhelyettes, szavazati jogú tag)

## Fontosabb publikációi
- Mathematical model of the fission yeast cell cycle with checkpoint controls at the G1/S, G2/M and metaphase/anaphase transitions (1998)
- Kinetic analysis of a molecular model of the budding yeast cell cycle (2000)
- Modeling the fission yeast cell cycle: Quantized cycle times in wee1− cdc25Δ mutant cells (2000(
- The dynamics of cell cycle regulation (2002)
- Analysis of a generic model of eukaryotic cell-cycle regulation (2006)
- Irreversible cell-cycle transitions are due to systems-level feedback (2007)
- The critical size is set at a single-cell level by growth rate to attain homeostasis and adaptation (2012)
- The cell cycle switch computes approximate majority (2012)
- Integrative analysis of cell cycle control in budding yeast (2014)